# Rodriguinho Marinho
Rodrigo Eduardo Costa Marinho, genannt Rodriguinho, (* 27. März 1988 in Natal) ist ein brasilianischer ehemaliger Fußballspieler. Der Rechtsfüßer spielte auf der Position eines offensiven Mittelfeldspielers.

## Karriere
Rodriguinho erhielt seine sportliche Ausbildung beim unterklassigen ABC Natal in seiner Heimatstadt Natal. Hier schaffte er 2007 auch den Sprung in den Profikader. Mit der Mannschaft konnte er 2007 und 2009 die Staatsmeisterschaft von Rio Grande do Norde gewinnen. Nach der Saison 2009 musste der Klub in die Série C absteigen. Der Spieler strebte daraufhin einen Wechsel an.
Mit seinem Wechsel 2010 zum Zweitligisten CA Bragantino aus Bragança Paulista konnte der Spieler dann persönliche die Spielklasse halten. Bereits ein Jahr später wurde er vom América Mineiro verpflichtet, welcher in der Série A 2011 in der obersten brasilianischen Staffel spielte. In seiner ersten Saison konnte er in 36 Spielen sechs Tore erzielen, aber den Abstieg des Klubs nicht verhindern. Dieser erzielte nur den vorletzten Tabellenplatz.
Wieder schaffte er nur persönlich einen Aufstieg, indem er im August 2013 vom Corinthians São Paulo verpflichtet wurde. Hier spielte er den Rest der Saison, wurde aber auf Wunsch des Trainers ausgeliehen um andere Spieler verpflichten zu können. Nach Stationen bei Grêmio Porto Alegre und al-Schardscha, kehrte er zur Série A 2015 nach São Paulo zurück. Hier konnte er in zehn Spielen zwei Tore zum sechsten Titel des Klubs beisteuern.
Im Juli 2018 wechselte Rodriguinho für eine Ablösesumme von 22,6 Millionen Reais zum Pyramids FC nach Ägypten. Sein Kontrakt hatte eine Laufzeit bis Jahresende 2019. Von der Ablösesumme erhielt Corinthians 50 %. Der Rest wurde zwischen dem Capivariano FC (40 %) und América Mineiro (10 %) aufgeteilt. Sein erstes Spiel in der Egyptian Premier League bestritt Rodriguinho am 3. August 2018, dem ersten Spieltag der Saison 2018/19, gegen den ENPPI Club. In dem Spiel stand er in der Startelf. Bereits nach einem halben Jahr ging Rodriguinho wieder zurück nach Brasilien.
Für eine Ablösesumme von fünf Millionen Euro wechselte Rodriguinho zu Cruzeiro Belo Horizonte. Von der Ablösesumme muss Cruzeiro vier Millionen in zwei Raten zahlen, eine Million wird von einem der Sponsoren Cruzeiros übernommen. Bei dem Klub erhielt er einen Kontrakt über drei Jahre bis Ende 2021. Sein erstes Spiel für Cruzeiro bestritt Rodriguinho am 3. Februar 2019 in der Staatsmeisterschaft von Minas Gerais. Im Auswärtsspiel gegen den Villa Nova AC stand er in der Anfangsformation. Einen Spieltag später, am 10. Februar 2019, erzielte er das erste Tor für Cruzeiro. Im Heimspiel gegen Tupynambás FC erzielte Rodriguinho in der 45. Minute das zwischenzeitliche 2:0 (Endstand-3:0). Nach dem Abstieg von Cruzeiro am Ende der Série A 2019 in die Série B, wurde Rodriguinho im Februar 2020 freigestellt, wobei der Klub 20 % der wirtschaftlichen Rechte behielt.
Am 17. Februar 2020 gab der EC Bahia den Erwerb von 40 % der Transferrechte und somit die Verpflichtung von Rodriguinho Marinho bekannt. Im Dezember gab der Cuiabá EC bekannt ihn für die Saison 2022 verpflichtet zu haben. Nachdem er eine Vertragsverlängerung bis Jahresende 2023 erhalten hatte, wurde der Kontrakt nach Austragung der Staatsmeisterschaft von Mato Grosso 2023 im April gekündigt. Seitdem ist der Spieler ohne neue Anstellung.

## Erfolge
Corinthians
- Campeonato Brasileiro: 2015, 2017
- Campeonato Paulista: 2017, 2018

Cruzeiro
- Staatsmeisterschaft von Minas Gerais: 2019

Bahia
- Staatsmeisterschaft von Bahia: 2020
- Copa do Nordeste: 2021

Cuiabá
- Staatsmeisterschaft von Mato Grosso: 2022

## Auszeichnungen
- Auswahlmannschaft der Staatsmeisterschaft von Minas Gerais: 2019 mit Cruzeiro